# Elliot Bunney
Elliot John Bunney (Edimburgo, 11 dicembre 1966) è un ex velocista britannico.

## Palmarès
- Giochi olimpici

Seul 1988: argento nella staffetta 4×100 metri.
- Europei

Stoccarda 1986: bronzo nella staffetta 4×100 metri.
- Europei - Juniores

Cottbus 1985: oro nei 100 metri piani, oro nella staffetta 4×100 metri.
- Giochi del Commonwealth

Edimburgo 1986: bronzo nella staffetta 4×100 metri.